# ゲオルギー・ミハイロヴィッチ・ブラソフ
ゲオルギー・ミハイロヴィッチ・ブラソフ（英語：George Mikhailovich, Count Brasov、ロシア語：Георгий Михайлович, граф Брасов、1910年8月6日｛ユリウス暦：7月24日｝-1931年7月21日）はロシア人貴族であり、貴賤結婚で誕生したロマノフ家の成員。

## 誕生

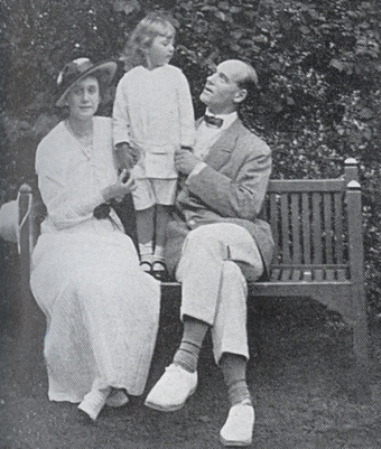
ゲオルギーとその家族

1910年8月6日（旧暦：7月24日）、モスクワ・ペトロフスキー公園付近、ペテルブルク道沿いのアパートで父：ミハイル・アレクサンドロヴィチの愛人であった母：ナターリア・ブラソヴァのアパートで生まれる。ミハイルはアレクサンドル3世とマリア・フョードロヴナの末子であり、ニコライ2世の兄弟にあたる。
ゲオルギー誕生時、ナターリアはウラジーミル・ウラジーミロヴィチ・ウルフェルトという法的に認められた前夫がいた。ウラジーミルとミハイルは同じ胸甲騎兵連帯に所属していた。この連帯は皇太后の警護に当たる”ブルー・クィーラスィア（青い胸甲騎兵）”と呼ばれ、サンクトペテルブルクにほど近いレニングラード州の州都・ガッチナに駐留するものであった。ミハイルとナターリアの肉体関係から起こったこのスキャンダルが起因して、ウルフェルトはモスクワへ、ミハイルはオリョール・チェルニーヒウのユサール部隊へ移された。ミハイルとナターリアはウルフェルトがゲオルギーの親権を主張しようとすること、離婚訴訟を起こされることを恐れたが、実際には訴訟はゲオルギー誕生前に終結した。この訴訟に関してはウルフェルトが20万ルーブルの賄賂を受け取っていたとも言われている。また、ウルフェルトとナターリアの離婚日時が改ざんされたことによってゲオルギーはウルフェルトの正式な子ではなくナターリアの貴族位を相続する非嫡出子とされていた。
ゲオルギーは旧暦1910年9月22日にモスクワ・聖ワシリイ大聖堂で聖職者：ピョートル・ポスペロフによって洗礼を受け、1899年に死去していた義理の叔父：ゲオルギー・アレクサンドロヴィチに由来する”ゲオルギー”の名を授かる。名付け親はゲオルギーの母方の叔母：オルガの夫であったアレクセイ・マトヴェエフとミハイルの副官と結婚していた家族ぐるみの友人：マーガレット・アバカノヴィッチだった。アバカノヴィッチは当日欠席していたため、ナターリアの前夫との娘でありゲオルギーの腹違いの姉弟であるナターリア・セルゲイヴィナ・マモントヴァが代理となった。旧暦1910年11月13日、皇帝ニコライ2世はゲオルギーに父ミハイルの領地であるオリョール近郊・ブラソフからブラソフと名付けるよう命じた。
父ミハイルは当時自身の甥でありニコライ2世の第5子であり長男だったアレクセイ・ニコラエヴィチに次いで帝位継承順位第2位に位置づけられていたが、アレクセイはロマノフ家などで頻発していた血友病に罹患しており、帝位継承の際に存命しているかが不透明であった。ロマノフ家の帝位継承法によれば、ロマノフ家の成員であるミハイルは時の皇帝、この場合ニコライ2世の同意なく婚姻関係を結ぶことを許されていなかった。しかし、この時ニコライ2世はナターリアが二度の離婚を経験していること、皇帝家の血統でないことを理由とし、ミハイルとナターリアの婚姻に許可を出さなかった。1912年、アレクセイがポーランド・スパラ村滞在中に大腿部、鼠径部からの内出血（血友病の症状を参照）で生死の縁を彷徨う事態となる。ミハイルはアレクセイの命は長くないと考え、もしアレクセイが死去した場合、自身が継承順第1位となってしまい、ナターリアとの婚姻がより遠のいてしまうことを懸念していた。それが実現することを防ぐため、結果的にミハイルはナターリアと正式に婚姻関係を結ぶことを決断した。旧暦1912年9月、ミハイルとナターリアは海外に休暇に出かけた。しかしこの休暇はオフラーナの監視下で行なわれた。一行がベルリンに滞在している時、夫妻は突然カンヌへのドライブを計画した。これにオリョールが同行することは許されず、ミハイルは列車での移動を命じたが、これはミハイルの策略であり、10月16日、ウィーンのセルビア正教会・聖サヴァ教会にて婚姻関係を結んだ。夫妻はこの後ヴェネツィア、ミラノを経由した後、ゲオルギーは新しい両親、すなわちナターリア及びその前夫との娘とカンヌで会った。その2週間後、ミハイルは彼の母及びニコライ2世に婚姻の知らせを書いた。この知らせにロマノフ家は衝撃を受けたが、アレクセイが危篤の際に行なわれたことも災いし、この行為を家は帝位継承法を破る行為と認識した。このことに関してミハイル対して父方の祖母マリア・フョードロヴナから「あらゆる想像を絶する酷さ」、叔父ニコライ2世からは「弟は彼女と結婚しないという誓いを破った」と述べられ、ミハイル一家の国外追放、国内資産の没収、摂政の権利の剥奪を命じられた。この処置に対しロシアの貴族社会からはミハイル一家に対する同情の声が挙がったが、一家は半年程カンヌ、パリ、シェクスブール、バート・キッシンゲン、ロンドンのホテルを転々とした。なおこの頃叔母クセニア・アレクサンドロヴナと従兄弟アンドレイ・ウラジーミロヴィチがミハイル一家の元を訪ねている。最終的に1913年9月に一家はイングランドに賃貸し、同地に定住した。なお、ミハイルは資産を全て没収されていたため、一家の生活費はニコライ2世からの送金に頼るという状況であった。

## 幼少期

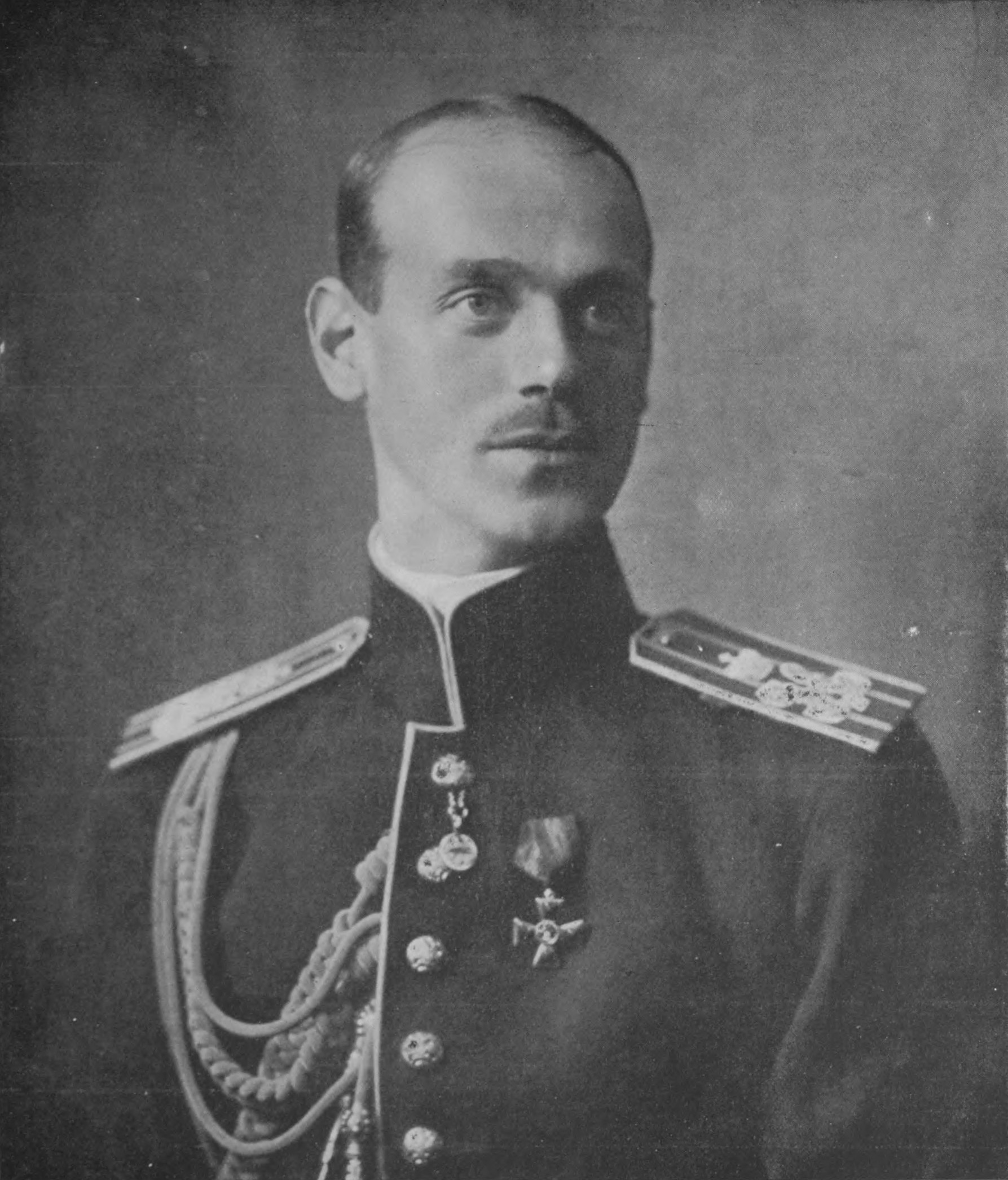
父：ミハイル・アレクサンドロヴィッチ

1914年秋に第一次世界大戦が開戦すると、ミハイルはニコライ2世に東部戦線での戦闘に従事するロシア帝国陸軍に復帰するためロシアへの帰国許可を求める旨の手紙を出した。ニコライ2世がこれを承認したため、ミハイル・ナターリア夫妻が所有するガッチナ・ニコラエフスカヤ24にある別荘にノルウェー、スウェーデン、フィンランドを経由しロシアに移ったが、ナターリアには帰国許可を出さなかった。ミハイル一次大戦開戦前はロンドンの賃貸の契約が終了したタイミングでサセックスに移り住むことを考えていたようで、サセックスの邸宅に調度品などを移していた。当時ゲオルギーに英語を教えていた家庭教師のラタはミハイルの家政夫長を務めていたベネットと婚姻関係を結ぶことでミハイル一行に同行した。ロシア帰国後、ミハイルは少将となり、1915年1月14日から15日にかけてのカルパティア山脈での戦闘に勝利したことで四等星聖ゲオルギー勲章を受章している。
ミハイルは自分が戦死した場合にゲオルギーが路頭に迷うことを避けるため、ニコライ2世に「息子ゲオルギーを認知し、自分が死んだ際には財産を譲りたい」、すなわちゲオルギーが嫡出子であることを主張する旨の手紙を書いた。6ヶ月後の3月26日、ニコラス2世はこの主張を法的に認め、ゲオルギーへ伯爵、母ナターリアへ伯爵夫人の称号を与えた。これによってゲオルギーは法的にミハイルの嫡出子となったが、同時にゲオルギー及びその子孫はロシア帝位請求者としての権利を持たないこととなった。
1915年、ゲオルギーの家庭教師を務めていたラタ（ベネットとの婚姻で姓がラタからベネットとなる）が妊娠し、職から離れた。その後釜としてラタの友人であり、英語教師仲間であるマーガレット・ネイムが就いた。一方ミハイルはこの年に没収されていた資産の返還や昇進もあったが、6月に死去したコンスタンチン・コンスタンチノヴィチの葬儀への参列を却下される、7月のジフテリア感染、16年7月の中将昇進時に他の大公が受ける皇帝の侍従武官への任命が成されないなどの不当な扱いを受けたが、そのような扱いに耐え1916年9月まで前線での指揮を執っていた。しかし10月に胃潰瘍を発症し前線から送還された。その冬に家族はミハイルが回復するまでの休暇をクリミアで過ごし、クリスマスの頃にはブラソフに戻った。しかし、来客の子がジフテリアに罹り死亡したため、クリスマスの休暇を切り上げた。感染を避けるため、深雪の中をソリで退避した。この時がゲオルギー親子がブラソフに滞在した最後の時であった。

## 2月革命

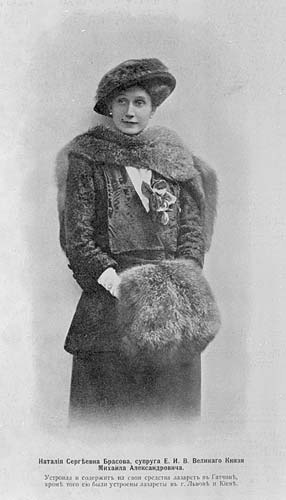
母：ナターリア・プラソヴァ写真は一次大戦期のポストカード

1917年の始め、一家はガッチナに戻った。この年2月革命が発生し、その2ヶ月後の3月2日にアレクセイを新皇帝、ミハイルを新摂政とすることを条件にニコライ2世は退位宣言書に署名した。しかし、その夜にアレクセイが新皇帝に即位するとニコライ2世夫妻の元から隔離されることを懸念したという理由で翻意し、ミハイルを新皇帝に推戴した。3月3日早朝に新皇帝ミハイル2世即位の宣言が成されたが、一部ロシア帝国軍人を除きロシア国民の大きな関心を生むことはなかった。さらにロシア臨時政府もこの宣言を拒否するなどあまり歓迎の動きはなかった。そのミハイルは一連の動きを全く知らされておらず、臨時政府の代表団がミハイルを訪ねた際に初めて知るという有り様であった。ミハイルは同日政府との会談を経て、明確にニコライ2世の推戴を断り、臨時政府の事実上の支配を認める声明を発表した。この声明をもってロマノフ朝は名実ともに崩壊した。革命勢力の影響からゲオルギーとその家族はガッチナ内で軟禁に処された。
自宅軟禁は9月中旬に解かれた。その翌月、首相であったアレクサンドル・ケレンスキーが十月革命に起因するボリシェヴィキの圧力で解任され、。ミハイルがサンクトペテルブルクで指揮を執っていた頃の同僚であり、当時のペトログラード警備隊司令官であったピョートル・ポロツォフの許可を得て、一家はフィンランドへの亡命を画策する。貴重品を整理し、家の子供は同名の作家同名の子を子に持つウラジーミル・ナボコフ母ナターリアの友人の姉妹、ナディーン・ヴォンリャルスカヤとナボコフのが所有するガッチナの南の土地に移った。その地ではゲオルギーは彼から見て年上の姪に当たるソフィー・ヴォンリャルスカヤと親しくしていた。しかしボリシェヴィキに計画が露見したことで、一家をガッチナに連れ戻し、再度軟禁に処された。
軟禁は17年9月に解かれたが、1918年3月、父ミハイルがボリシェヴィキのウラジーミル・レーニンによって逮捕され、モスクワから遠く離れた地であるペルミに追放処分を受ける。母ナターリアは一家の行く末を案じ、ミハイルの釈放を人民委員に求めるとともに、友人であったプチャティン家に助けを求めた。プチャティン家のアパートはサンクトペテルブルクのデンマーク大使館の隣にあり、大使館はゲオルギーの亡命を支持した。捕虜交換の監察を担っていたデンマークの外交官フリッツ・クラマーは、ゲオルギーと家庭教師のネイムにバートルリナのマンションの一室を与えた。その部屋はかつてオーストリア＝ハンガリー帝国の大使館であり、捕虜が本国に帰還する際に滞在する場としてデンマーク赤十字が使っていた場所であった。5週間後、ネイムとゲオルギーを親子とした虚偽のパスポートを使い、捕虜を本国に送還する列車に乗ってボリシェヴィキ支配下のロシアを脱出した。ネイムもゲオルギーもドイツ語を話せなかったことでスパイとして殺害されてしまう可能性があったため、デンマーク赤十字の職員であったセレンセンがゲオルギーらに同行した。一行は安全なベルリンのデンマーク大使館に到着し、大使であるカール・モルトケによって住居を与えられた。一行がロシアから脱出したことが時のドイツ皇帝ヴィルヘルム2世に伝わると、ネイムが敵国であるイギリス人であるという問題があるにもかかわらず、皇帝はこの事実を無視し、一行がコペンハーゲンに向かうためにドイツ領内の通行を許可することを選択した。

## 逃亡後の生活
1918年6月12日夜から13日早朝にかけて、父ミハイルがペルミ郊外でボリシェヴィキの秘密警察であるチェーカーによって射殺される。しかしこの情報がゲオルギーの死までに世に出回ることはなかった。そのため母ナターリアと異父姉セルゲイヴィナは父ミハイルが生存しているものと信じていたため、当初の亡命計画を断念してロシアから同盟国側のウクライナ国・キーウに逃亡した。1918年11月の一次大戦停戦後はイギリス海軍によって母ナターリアと異父姉セルゲイヴィナはイギリスに輸送され、ゲオルギーとネイムとともに1919年のイースターにサセックス・ワドハーストの借家に入居した。

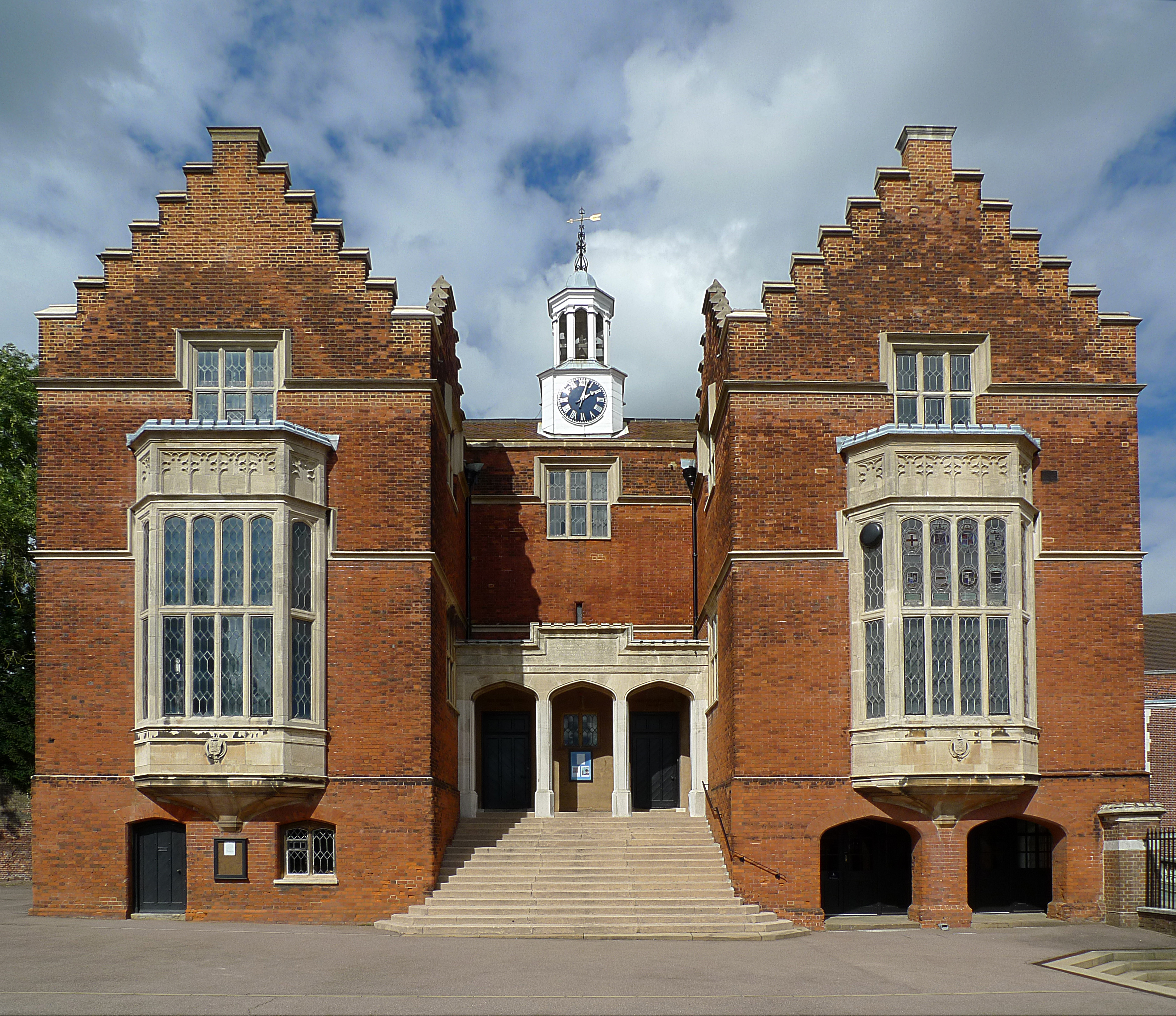
母校：ハロウスクール

1919年9月、ゲオルギーはセント・レナードズのカレッジに入学する。しかし、1920年には著名なプライベート・スクールであるハロウスクールに転校する。1927年には金銭的な問題から母ナターリアはパリに移住するが、ゲオルギーは卒業までイングランドに留まった。その後、ノルマンディー・ベルヌイユの全寮制の学校であるロッシュ校を経てパリ大学に進学する。ゲオルギーが成人した頃の容貌は父ミハイルによく似ていた、と多くの人が証言している。ゲオルギーに関する笑い話として、ゲオルギーが存命中にロシア帝位を請求するという噂があった。1920年代のソビエト連邦はロシア内に確固たる支配を築いていたため、当時のロシアにおける君主制復活の可能性はなかった。しかし、ロシア帝位請求の実例としてゲオルギーの従兄弟にあたるキリル・ウラジーミロヴィチは自身が皇帝キリルであり、ゲオルギーは王子であると宣言している。
1928年、ゲオルギーの父方の祖母であるマリア・フョードロヴナが死去し、ゲオルギーは祖母マリアが所有していた資産の三分の一を相続した。よって10代にもかかわらず相続された数台のノートン・モーターサイクル製のオートバイやクライスラー製のスポーツカーの運転をするようになった。大学の試験が終了した1931年夏、当時19歳のオランダ人の友人、エドガー・モネアナールとともにパリからカンヌに向かう休日のドライブを計画した。しかしその道中のサンスで車がスリップし、木に激突する自損事故を起こした。この事故でモネアナールは即死し、ゲオルギーも大腿部損傷及び重篤な内蔵損傷を負い、病院に運び込まれた。母ナターリアはゲオルギーの病床に急いだが、意識が回復することなく、翌日7月21日朝に死亡した。享年20。
ゲオルギーはパリ・パッシー墓地にて埋葬された。1952年には母ナターリアがパリで癌によって死去し、総大司教十字が彫刻された大理石の墓石のゲオルギーの横に眠っている。（墓石はSection8と外壁の間にある道の交わり付近のSection9に配置されている。）また、墓石には"Fils et Epouse de S.A.I. Grand Duc Michel de Russie"（ロシア大公ミハイル殿下のご子息およびご夫人）という碑文が記されている。

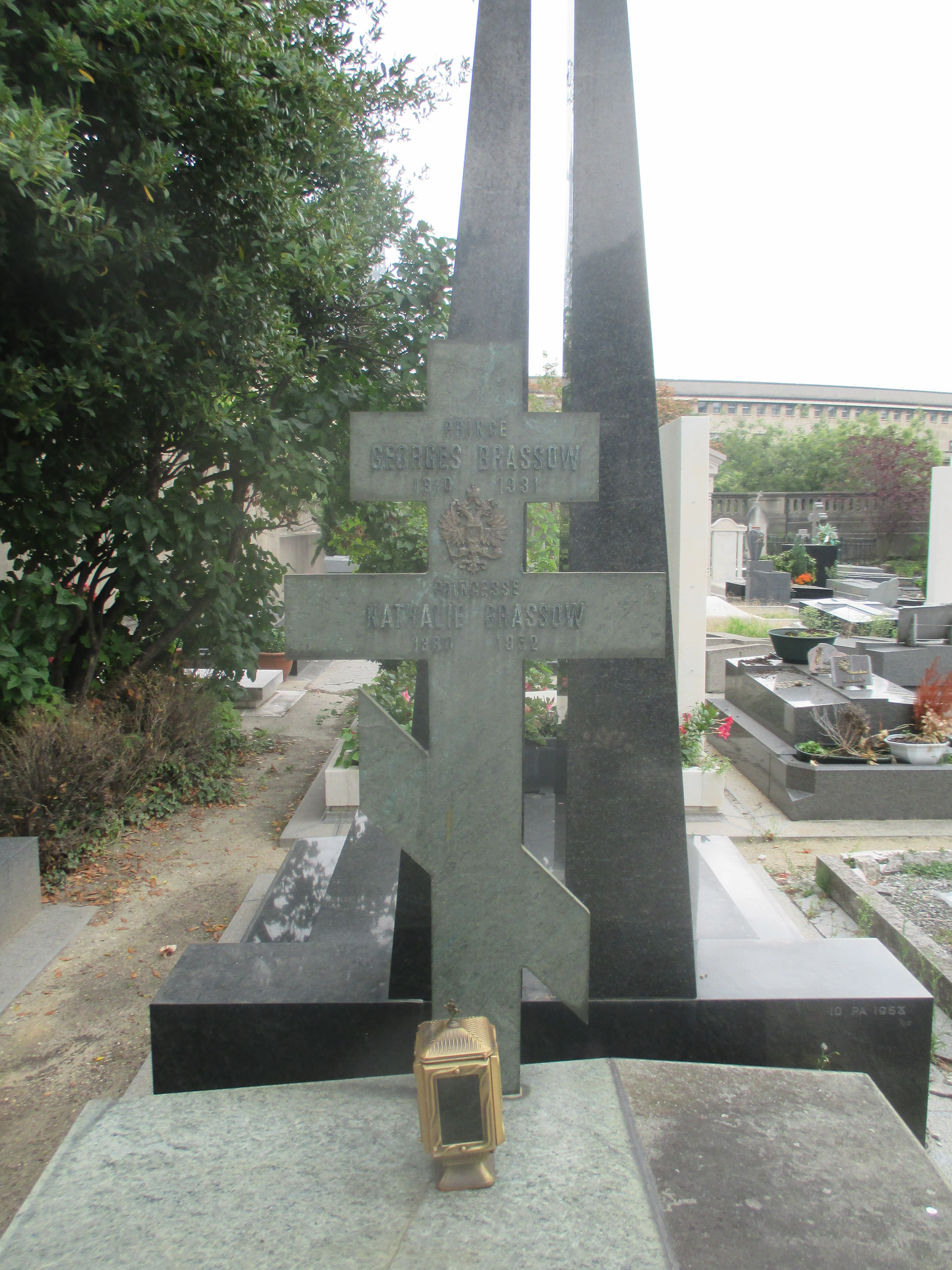
His grave in Paris.

## 参照
- Clarke, William (2007). Romanoff Gold: The Lost Fortune of the Tsars, Stroud: Sutton Publishing, ISBN 978-0-7509-4499-1
- Crawford, Rosemary; Crawford, Donald (1997). Michael and Natasha: The Life and Love of the Last Tsar of Russia, London: Weidenfeld & Nicolson, ISBN 978-0-7538-0516-9